# Huffman (Texas)
Pour les articles homonymes, voir Huffman.
Huffman est une census-designated place située dans le comté de Harris, dans l’État du Texas, aux États-Unis. Sa population s’élevait à 12 000 habitants lors du recensement de 2020.